# Halenia weberbaueri
Halenia weberbaueri är en gentianaväxtart som beskrevs av Allen. Halenia weberbaueri ingår i släktet Halenia och familjen gentianaväxter. Inga underarter finns listade i Catalogue of Life.